# Nazionale femminile di roller derby della Germania
La nazionale di roller derby della Germania è la selezione maggiore femminile di roller derby, il cui nickname è Team Germany, che rappresenta la Germania nelle varie competizioni ufficiali o amichevoli riservate a squadre nazionali. Si è classificata seconda nel Campionato europeo di roller derby 2014 di Mons.

## Risultati
Legenda: Grassetto: Risultato migliore, Corsivo: Mancate partecipazioni

## Dettaglio stagioni

### Amichevoli
| Stagione | Vin | Par | Per | Tot | PF  | PS  | avversaria          |
| -------- | --- | --- | --- | --- | --- | --- | ------------------- |
| 2014     | 0   | 0   | 2   | 2   | 178 | 595 | Belgio, Stati Uniti |
|          |     |     |     |     |     |     |                     |
| Totale   | 0   | 0   | 0   | 2   | 178 | 595 |                     |

### Tornei

#### Mondiali
| Stagione | regular season | regular season | regular season | regular season | regular season | regular season | playoff | playoff | playoff | playoff | playoff | playoff      | playoff    |
|          | Vin            | Par            | Per            | Tot            | PF             | PS             | Vin     | Per     | Tot     | PF      | PS      | risultato    | avversaria |
| -------- | -------------- | -------------- | -------------- | -------------- | -------------- | -------------- | ------- | ------- | ------- | ------- | ------- | ------------ | ---------- |
| 2011     | 1              | 0              | 1              | 2              | 157            | 216            | 2       | 1       | 3       | 347     | 244     | Nona         | Irlanda    |
| 2014     | 1              | 0              | 2              | 3              | 376            | 484            | 1       | 0       | 1       | 330     | 166     | Diciottesima | Cile       |
|          |                |                |                |                |                |                |         |         |         |         |         |              |            |
| Totale   | 2              | 0              | 3              | 5              | 633            | 700            | 3       | 1       | 4       | 677     | 410     |              |            |

#### Europei
| Stagione | regular season | regular season | regular season | regular season | regular season | regular season | playoff | playoff | playoff | playoff | playoff | playoff   | playoff    |
|          | Vin            | Par            | Per            | Tot            | PF             | PS             | Vin     | Per     | Tot     | PF      | PS      | risultato | avversaria |
| -------- | -------------- | -------------- | -------------- | -------------- | -------------- | -------------- | ------- | ------- | ------- | ------- | ------- | --------- | ---------- |
| 2014     |                |                |                |                |                |                | 2       | 1       | 3       | 646     | 273     | Seconda   | Francia    |
|          |                |                |                |                |                |                |         |         |         |         |         |           |            |
| Totale   |                |                |                |                |                |                | 2       | 1       | 3       | 646     | 273     |           |            |

### Riepilogo bout disputati
| Anno | Luogo     | Evento     | Fase del torneo            | Incontro                 | Risultato |
| 2011 | Toronto   | Mondiale   | Fase a gironi              | Australia - Germania     | 136 - 53  |
| 2011 | Toronto   | Mondiale   | Fase a gironi              | Finlandia - Germania     | 80 - 104  |
| 2011 | Toronto   | Mondiale   | Primo turno playoff        | Germania - Nuova Zelanda | 127 - 143 |
| 2011 | Toronto   | Mondiale   | Secondo turno consolazione | Germania - Scozia        | 104 - 41  |
| 2011 | Toronto   | Mondiale   | Finale 9º - 10º posto      | Irlanda - Germania       | 60 - 116  |
| 2014 | Gand      | Amichevole |                            | Belgio - Germania        | 189 - 129 |
| 2014 | Stoccarda | Boot Camp  |                            | Germania - Stati Uniti   | 49 - 406  |
| 2014 | Mons      | Europeo    | Quarti di finale           | Spagna - Germania        | 32 - 255  |
| 2014 | Mons      | Europeo    | Semifinale                 | Germania - Belgio        | 264 - 105 |
| 2014 | Mons      | Europeo    | Finale                     | Francia - Germania       | 136 - 127 |
| 2014 | Dallas    | Mondiale   | Fase a gironi              | Inghilterra - Germania   | 272 - 31  |
| 2014 | Dallas    | Mondiale   | Fase a gironi              | Germania - Irlanda       | 129 - 142 |
| 2014 | Dallas    | Mondiale   | Fase a gironi              | Germania - Spagna        | 216 - 70  |
| 2014 | Dallas    | Mondiale   | Fase di consolazione       | Cile - Germania          | 166 - 330 |

## Confronti con le altre Nazionali
Questi sono i saldi della Germania nei confronti delle Nazionali incontrate.

### Saldo positivo
| Nazionale | Giocate | Vinte | Pareggiate | Perse | PF  | PS  | Ultima vittoria | Ultimo pari | Ultima sconfitta |
| --------- | ------- | ----- | ---------- | ----- | --- | --- | --------------- | ----------- | ---------------- |
| Spagna    | 2       | 2     | 0          | 0     | 471 | 102 | 2014            | -           | -                |
| Cile      | 1       | 1     | 0          | 0     | 330 | 166 | 2011            | -           | -                |
| Scozia    | 1       | 1     | 0          | 0     | 104 | 41  | 2011            | -           | -                |
| Finlandia | 1       | 1     | 0          | 0     | 104 | 80  | 2011            | -           | -                |

### Saldo in pareggio
| Nazionale | Giocate | Vinte | Pareggiate | Perse | PF  | PS  | Ultima vittoria | Ultimo pari | Ultima sconfitta |
| --------- | ------- | ----- | ---------- | ----- | --- | --- | --------------- | ----------- | ---------------- |
| Belgio    | 2       | 1     | 0          | 1     | 393 | 294 | 2014            | -           | 2014             |
| Irlanda   | 2       | 1     | 0          | 1     | 245 | 202 | 2011            | -           | 2014             |

### Saldo negativo
| Nazionale     | Giocate | Vinte | Pareggiate | Perse | PF  | PS  | Ultima vittoria | Ultimo pari | Ultima sconfitta |
| ------------- | ------- | ----- | ---------- | ----- | --- | --- | --------------- | ----------- | ---------------- |
| Stati Uniti   | 1       | 0     | 0          | 1     | 49  | 406 | -               | -           | 2014             |
| Inghilterra   | 1       | 0     | 0          | 1     | 31  | 272 | -               | -           | 2014             |
| Australia     | 1       | 0     | 0          | 1     | 53  | 136 | -               | -           | 2011             |
| Nuova Zelanda | 1       | 0     | 0          | 1     | 127 | 143 | -               | -           | 2011             |
| Francia       | 1       | 0     | 0          | 1     | 127 | 136 | -               | -           | 2014             |